# Война (песня)
«Война» (также известна под названием «Между землёй и небом») — песня советской рок-группы «Кино» из альбома «Группа Крови», вышедшего в 1988 году. Автор текста и музыки — Виктор Цой.
Отвечая на вопросы журналистов об этой песне, автор отмечал, что «война» здесь абстрактная и не имеет отношения к конфликтам в горячих точках.
В репертуаре «Кино» также присутствует композиция «Песня без слов», входящая в альбом «Звезда по имени Солнце». В припеве этой песни есть строчка «весь мир идёт на меня войной». Благодаря этому обстоятельству многие знакомые с творчеством «Кино» посредственно, иногда под названием «Война» подразумевают именно её.
Песня включена в список 100 лучших песен русского рока в двадцатом веке, который был составлен станцией «Наше радио» по отзывам слушателей.
«Война» является третьим произведением в альбоме «Группа крови».

## Предыстория и запись
Сведение песни, как и всего альбома «Группа Крови», производилось на студии Алексея Вишни. Согласно задумке музыкантов и звукорежиссёра, звук в конце песни должен был плавно затихать. Однако, в ходе работы Цой неосознанно изменил звучание песни, перепутав количество тактов. В итоге «фейдинг» получился более резким, чем планировалось.
Он перепутал количество тактов. Ему показалось, что песня вот-вот оборвется, поэтому поспешил. я посчитал такты, поэтому руки на “мастерах” держал. И уже готовился начать уводить, а он говорит – “Выводи”, а я говорю – “Рано, блин, сейчас кончится болванка”. Начинаю свирепеть, набираю воздух, чтоб заорать. Тут он кладет свои белы руки на мою ладонь и прямо моей рукой выводит “мастера”. И я уже истошно вопил, что так не делают, надо медленнее выводить, а тут его упрямство пересилило, и он сказал, что так нормально. Вопрос был закрыт, и я обиделся и сидел багровый. Я понимал – испортили песню – но с Витенькой было спорить вообще бесполезно.Алексей Вишня

## Роль в телевидении
Репортёр: Что для Вас «война между землёй и небом»?
Виктор Цой: Знаете ли, это абстрактно.

Репортёр: Но все-таки, есть какие-то позиции?

Виктор Цой: Понимаете, объяснять песню, это всё равно, что объяснять анекдот. Это не интересно. И я не хотел бы ничего рассказывать. Я считаю, что все, что надо, так уже есть.
Ещё при жизни Виктора Цоя песню неоднократно использовали на телевидении в различных политических сюжетах. При этом автора далеко не всегда ставили в известность. Например, композиция звучала в программе «Взгляд» в сюжете об Афганистане.
Я пробовал несколько лет назад иметь дело с телевидением – мы записали песню «Фильмы». Позже сняли песню «Война». Они похожи, как братья-близнецы. Мы посмотрели эти ролики, и тогда я решил вообще не иметь дела с телевидением.Виктор Цой

## Участники записи
- Виктор Цой — вокал, ритм-гитара
- Юрий Каспарян — соло-гитара
- Игорь Тихомиров — бас-гитара
- Георгий Гурьянов — программирование драм-машины Yamaha RX-11 (основная часть), бэк вокал.